# Wayne Marshall
Wayne Mitchell (n. Kingston, Jamaica, 1980), más conocido como Wayne Marshall es un Dj y artista de reggae y dancehall. Es más conocido por sus colaboraciones con Sean Paul, Elephant Man y Beenie Man. También asistió al Wolmer's Boys' School para hombres y está casado con la también cantante de reggae y dancehall Tami Chynn desde 2009; es cuñado de la también cantante y ganadora de la quinta temporada del reality show estadounidense The Voice, Tessanne Chin.
El álbum debut como solista de Wayne Marshall Marshall Law fue publicado en el 2003 por el sello VP Records. Reviewers noted strong hip-hop influences on Marshall's dancehall music. Su segundo álbum Forbidden Fruit fue publicado en el 2004, y su tercer álbum Tru Story!, fue publicado en el 2008 por Federation Sound. Durante la década de 2000 publicó 7 sencillos, sobre todo con el sello VP Records.
En 2009, fue incluido en el remix del tema de Jamie Foxx «Blame It»
In 2009, he was featured in the dancehall remix to Jamie Foxx's "«Blame It»". Marshall's single "Messing With My Heart" featuring Mavado from his third album was released in November 2010. Marshall collaborated with the British musician Toddla T on the track "Streets So Warm", which was released as the third single from his 2011 album Watch Me Dance. El sencillo de Marshall "«Messing With My Heart»" en colaboración con Mavado de su tercer álbum el cual fue publicado en noviembre de 2010. Marshall colaboró con el músico británico Toddla T en la canción «"Streets So Warm"», el cual fue publicado como tercer sencillo del artista británico Watch Me Dance.
Marshall grabó su cuarto álbum de estudio Tru Story! bajo la producción de Damian Marley en 2013, el cual fue lanzado en enero de 2014 junto a un álbum EP Tru Colors fue publicado en noviembre de 2013.

## Discografía
| Álbumes de estudio - 2003: Marshall Law - 2004: Forbidden Fruit - 2008: Tru Story! EP - 2013: Tru Colors |